# Van Hulssen Island
Van Hulssen Island ist eine kleine Insel vor der Mawson-Küste des ostantarktischen Mac-Robertson-Lands. In der Holme Bay liegt sie 5 km nordwestlich der Flat Islands.
Norwegische Kartografen kartierten sie anhand von Luftaufnahmen der Lars-Christensen-Expedition 1936/37 als Teil der Inselgruppe Ytterskjera (norwegisch für Äußere Schären), die heute auch als Van-Hulssen-Inseln bekannt sind. Die Insel war 1954 Gegenstand der Triangulationsmessungen bei den Australian National Antarctic Research Expeditions, seit 1955 ist sie Standort einer automatischen Wetterstation. Das Antarctic Names Committee of Australia benannte sie nach Frits Adriaan Van Hulssen (1924–2016), niederländischer Verantwortlicher für den Funkverkehr auf der Mawson-Station im Jahr 1955.